# Lacul Näsijärvi
Näsijärvi este un lac situat în sud-vestul Finlandei, lânga orașul Tampere.
Näsijärvi este cel mai mare lac din regiunea Tampere, având o suprafață de 256 km² și se situează pe locul 16 între lacurile din Finlanda. 
Orașul Tampere a fost construit în jurul râului Tammerkoski, prin care lacul se varsă în lacul Pyhäjärvi.
Calitatea apei din lac a crescut în ultimii ani, dupa ce industria lemnului a redus cantitatea de ape uzate deversate.
Pe Näsijärvi funcționează un serviciu de transport naval. 
Pe lac a avut loc în 1929 cel mai grav naufragiu din apele interioare finlandeze, când s-a scufundat vaporul cu aburi S/S Kuru.